# J. Searle Dawley

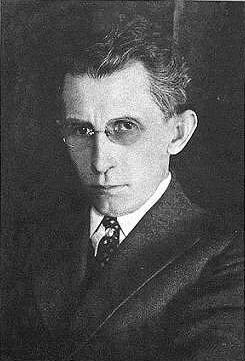
Foto de la colección de Carolyn Lowrey The First One Hundred Noted Men and Women of the Screen (Los primeros cien notables de la pantalla). Ca. 1920.

J. Searle Dawley (James Searle Dawley: Del Norte, Colorado, 13 de mayo de 1877 - Hollywood, California, 20 de marzo de 1949) fue un prolífico director cinematográfico y guionista estadounidense. Dirigió 149 películas entre los años 1907 y 1926, todas ellas durante el periodo de cine mudo o silente. Uno de sus filmes más recordados fue Frankenstein, ya que fue el primer director que llevó al monstruo creado por Mary Shelley a la gran pantalla. Esta fue la primera película de terror de la historia.

## Filmografía seleccionada
- Rescued from an Eagle's Nest (1908)
- Hansel and Gretel (1909)
- Frankenstein (1910)
- A Christmas Carol (1910)
- Charge of the Light Brigade (1912)
- The Old Monk's Tale (1913)
- Hulda of Holland (1913)
- Four Feathers (1915)
- Snow White (1916)